# Grenlandsbrua
Die Grenlandsbrua ist eine Straßenbrücke  im Süden der norwegischen Provinz Telemark, die auf halbem Wege zwischen Oslo und Kristiansand den Frierfjord zwischen den Kommunen Porsgrunn und Bamble überspannt.

## Beschreibung
Die 1996 von König Harald V. eröffnete Brücke ist ein Teil der Europastraße 18, die in diesem Bereich zur Entlastung der älteren, 1 km weiter östlich liegenden Breviksbrua vollkommen neu als zweispurige, kreuzungsfreie, autobahnähnliche Strecke angelegt wurde. Die insgesamt 608 m lange und den Fjord mit einer lichten Höhe von 50 m überquerende  Grenlandsbrua schließt im Norden unmittelbar an den 2,2 km langen Kjerholt Tunnel an; an ihrem südlichen Ende beginnt nach wenigen Metern der 760 m lange Bamble Tunnel.
Sie hat zwei Fahrspuren mit schmalen Seitenstreifen, aber keinen Gehweg und ist deshalb nur 12 m breit.
Die einhüftige Schrägseilbrücke hat einen 166 m hohen, H-förmigen Pylon aus Stahlbeton am Nordufer, dessen Schrägseile auf der einen Seite das Brückendeck über der Hauptöffnung mit einer Spannweite von 305 m tragen. Die nur 67 m lange Seitenöffnung auf seiner anderen Seite wird von je zwei Seilen auf beiden Seiten des Brückendecks getragen. Sie endet unmittelbar am Tunnelportal. Die restlichen Schrägseile sind im schrägen Berghang oberhalb des Tunneleingangs hinter markanten Betonstrukturen im Fels verankert.
Das Brückendeck ist eine Verbundkonstruktion aus einem stählernen, trapezförmigen Hohlkasten mit einem Deckel aus einer Betonplatte mit Randbalken, wobei in dem abgespannten Teil ein spezieller Leichtbeton (LC 55) verwendet wurde. An die Hauptöffnung schließen sich 4 jeweils 48 m lange Felder und ein Endfeld mit 44 m an, die von Betonpfeilern gestützt werden.
Die Grenlandsbrua wurde von dem Ingenieurbüro Aas-Jakobson in Zusammenarbeit mit den Architekten Lund & Slaatto und Lunde & Løvseth geplant und mit dem Betongtavlen preisgekrönt.
Der Pylon war – nach einer Reihe von Sendemasten und -türmen – Norwegens höchstes Bauwerk, wurde jedoch inzwischen von den Pylonen der Hardangerbrua abgelöst.